# Apache Jackrabbit
Apache Jackrabbit ist ein freies Content-Repository für die Java-Plattform. Das Projekt Jackrabbit begann im Februar 2003 als Referenzimplementierung für JSR-170. Im August 2004 wurde das Projekt als Apache Incubator Projekt von der Apache Software Foundation akzeptiert, im September 2004 auf „Jackrabbit“ umbenannt. Das Projekt avancierte ab dem 15. März 2006 vom Apache Incubator mittlerweile zum Top-Level Projekt der Apache Software Foundation.
Das Java Content Repository spezifiziert ein API für Anwendungsentwickler (und Anwendungssysteme), das für die Interaktion (wie beispielsweise Suchen, Versionierung, Transaktionen) mit modernen Content Repositories, die Redaktionsleistungen anbieten, verwendet wird.

## Merkmale
- feine und grobe Zugangskontrolle der Inhalte
- hierarchische Inhalte
- strukturierter Inhalt
- Primäre Typen für Knoten, zusätzliche Mixin Typen
- Kategorie-Eigenschaften – Text, Zahl, Datum
- binäre Eigenschaften
- XPath-Anfragen
- SQL-Anfragen
- unstrukturierter Inhalt
- Import und Export
- referenzielle Integrität
- Zugangskontrolle
- Versionierung
- JTA-Unterstützung
- Überwachung
- Datensperre
- Clustering
- unterschiedliche Persistenz-Modelle zur Auswahl